# Tom Van Grieken
Tom Jozef Irène Van Grieken (Antwerpen, 7 oktober 1986) is een Belgisch Vlaams-nationalistisch politicus voor het Vlaams Belang.  

## Biografie

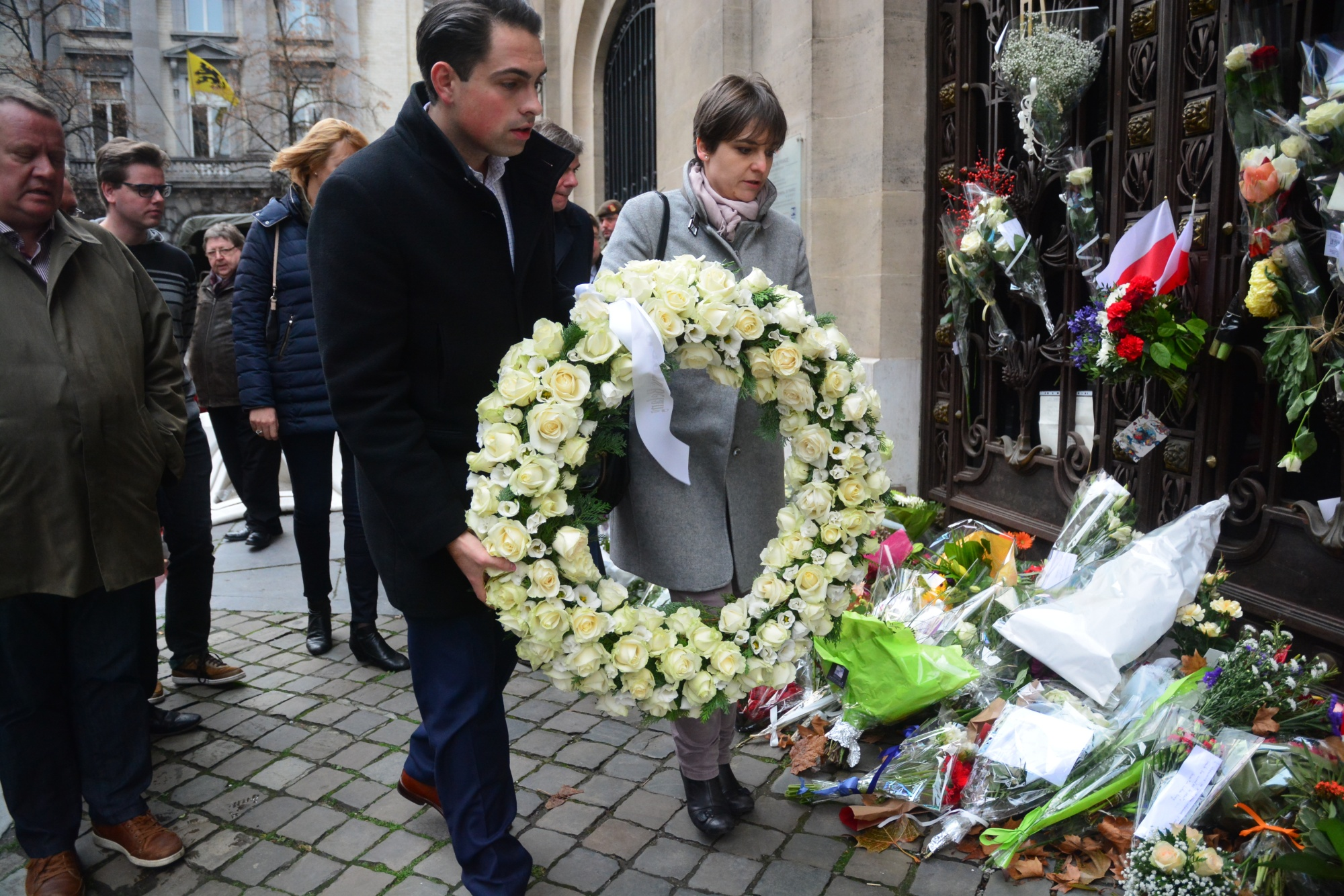
Tom Van Grieken en Barbara Pas leggen krans neer bij de Franse ambassade in Brussel na de aanslagen in Parijs op 15 november 2015.

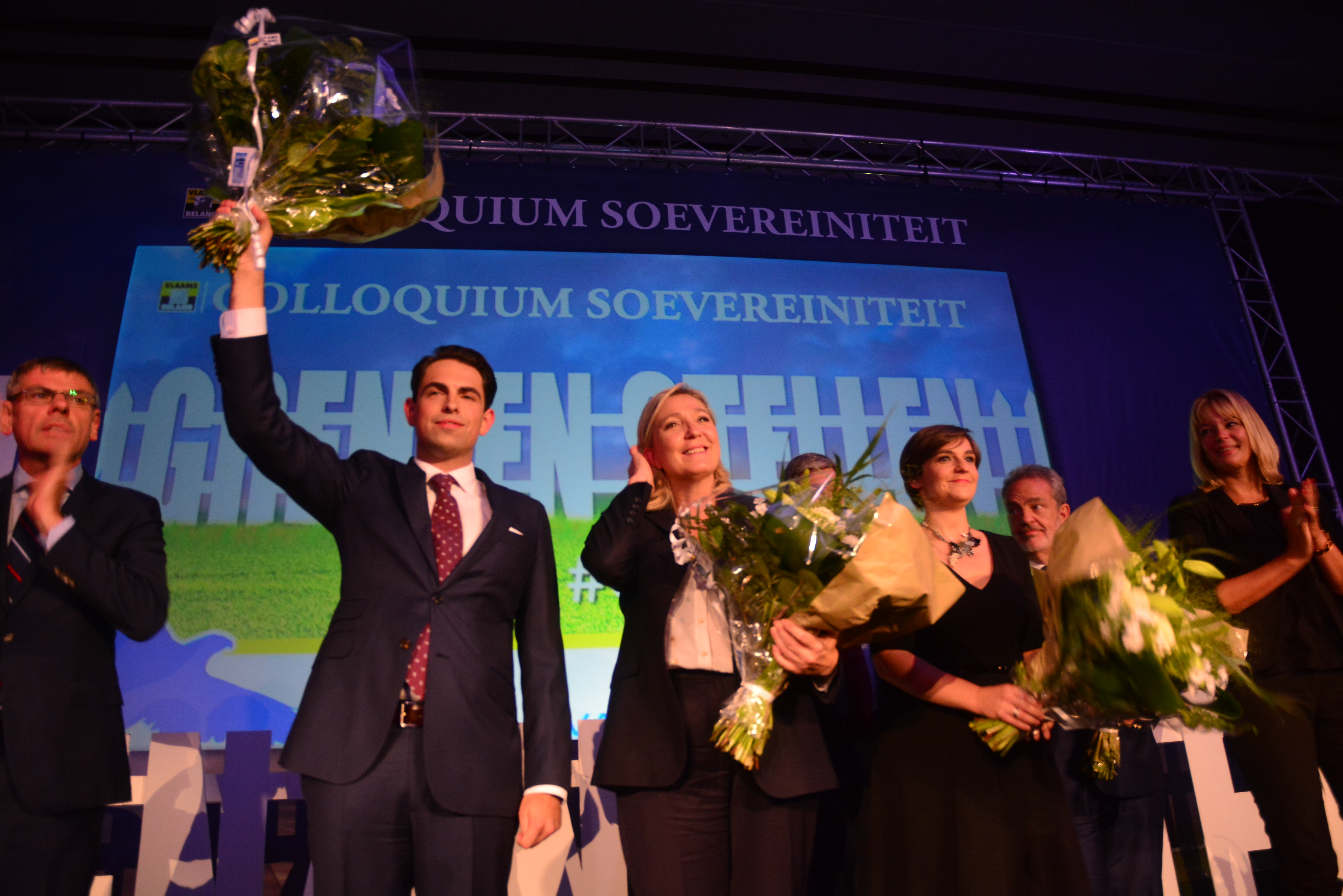
Tom Van Grieken (Vlaams Belang) en Marine Le Pen (Front National) op het congres 'Grenzen Stellen' in het Vlaams Parlement.

### Jeugd en opleiding
Van Grieken bracht de eerste tien jaar van zijn leven door in de multiculturele Carnotstraat in de Antwerpse stationsbuurt. Na de echtscheiding van zijn ouders verhuisde hij naar Mortsel. In 1999 werd hij als dertienjarige, zonder medeweten van zijn vader, lid van het toenmalige Vlaams Blok. Vader Luc Van Grieken was hoofd van de sectie Openbare Orde en Terrorisme, eerst als BOB'er bij de rijkswacht, vanaf 2001 als commissaris bij de federale politie. Moeder Gerd Laureyssens, uitbaatster van een bloemenwinkel, was in haar jeugd lid van de Blauwvoetvendels, een Dietse jeugdbeweging.
Middelbaar onderwijs volgde Van Grieken aan het Antwerpse Sint-Jan Berchmanscollege waar hij opviel door als 16-jarige aan de schoolpoort pamfletten uit te delen met de slogan 'Stop de linkse taal in ons klaslokaal'. Ook de straatrellen met AEL die in 2002 in de Turnhoutsebaan plaatsvonden en waar de jonge Van Grieken persoonlijk getuige van was, zouden volgens zijn vader de vlaamsgezindheid van zijn zoon hebben versterkt. Als scholier blies hij het Nationalistisch JongStudentenVerbond (NJSV) nieuw leven in en bouwde een werking over heel Vlaanderen uit.
Na het middelbaar studeerde Van Grieken van 2007 tot 2011 communicatiemanagement aan de Plantijn Hogeschool en was nadien een half jaar werkzaam in de reclamesector. Ook tijdens zijn verdere studies bleef hij politiek actief. Zo was Van Grieken van 2009 tot 2011 nationaal preses van de Nationalistische Studentenvereniging (NSV!). Onder zijn leiding geraakten verschillende afdelingen erkend aan alle grote universiteiten in Vlaanderen.

### Politieke loopbaan
In 2006 werd hij vanop de vijftiende plaats op de lijst verkozen als gemeenteraadslid in de stad Mortsel, wat hij bleef tot in 2018. In 2012 werd hij, als lijstduwer, herkozen. 
Op 25 maart 2012 werd hij onder het motto ‘De winter is voorbij’ voor het eerst verkozen tot nationaal voorzitter van de Vlaams Belang Jongeren (VBJ). Hij bleef dit tot in oktober 2014. Van 2012 tot 2014 was Van Grieken tevens parlementair medewerker voor de Vlaams Belang-fractie in de Kamer van volksvertegenwoordigers. 
Als voorzitter van de Vlaams Belang Jongeren stond Van Grieken bekend als een hardliner, die de controversiële acties niet schuwde. In juni 2012 haalde hij het nieuws toen hij samen met twee andere Vlaams Belangers een secundaire school binnenwandelde om een barbecue waar onder andere halalvlees werd geserveerd te verstoren door de scholieren ook worstjes met varkensvlees aan te bieden. Eerder was hij in 2009 betrokken bij een controversiële NSV-actie aan de Universiteit Antwerpen, waarbij wc-papier werd gegooid naar actievoerende mensen zonder geldige verblijfspapieren.
Bij de Vlaamse verkiezingen van 25 mei 2014 stond Van Grieken op de tweede plaats op de kieslijst voor de kieskring Antwerpen. Ondanks de zware verkiezingsnederlaag van zijn partij werd hij verkozen als Vlaams Parlementslid en bleef dit tot in 2019.
In september 2014 stelde hij zich kandidaat om Gerolf Annemans op te volgen als partijvoorzitter van het Vlaams Belang. Als enige kandidaat kreeg hij 93% van de stemmen achter zich.
Als partijvoorzitter wijdde Van Grieken zich aan de vernieuwing en verjonging van het politiek personeel en een modernisering van de partijvisie en de stijl van het Vlaams Belang, waarbij Van Grieken de partij wilde omvormen van zweeppartij tot machtspartij. Kernpunten als Vlaamse onafhankelijkheid en een harder veiligheids- en migratiebeleid bleven behouden, maar werden aangevuld met een stevig sociaal-economisch luik, waarbij werd gehamerd op het belang van de sociale zekerheid en het verhogen van de investeringen hierin, al koppelde de partij dit aan het stopzetten van de financiële transfers naar Wallonië en de invoering van een migratiestop. Ook ging de partij, als onderdeel van de modernisering van de partijcommunicatie, stevig inzetten op sociale media om rechtstreeks in contact te komen met kiezers en jongeren aan te spreken. Die strategie wierp zijn vruchten af: de partij boekte wezenlijke vooruitgang bij de lokale verkiezingen van oktober 2018, gevolgd door een grote verkiezingsoverwinning bij de nationale, regionale en Europese verkiezingen van mei 2019, waarbij de partij naar 18,5 procent klom en de tweede grootste partij van Vlaanderen werd.
Na zijn verhuis naar Schoten in 2018 was Van Grieken de lokale lijsttrekker van de Vlaams Belang-lijst bij de gemeenteraadsverkiezingen van 2018. Begin 2019 werd hij gemeenteraadslid van deze gemeente.
Bij de verkiezingen van 2019 was hij lijsttrekker van de Antwerpse Vlaams Belang-lijst voor de Kamer van volksvertegenwoordigers, waar hij van 2019 tot 2020 bureaulid was en van 2020 tot 2024 ondervoorzitter was. Van 2019 tot 2024 was Van Grieken ook lid van de Parlementaire Vergadering van de Raad van Europa, waar hij toetrad tot de fractie European Conservatives Group and Democratic Alliance (EC/DA).
Als grote winnaar van de verkiezingen werd Van Grieken als voorzitter van Vlaams Belang ontvangen door koning Filip op het Koninklijk Paleis van Brussel. Dat was de eerste keer in de geschiedenis dat de koning de voorzitter van Vlaams Belang ontving bij regeringsonderhandelingen. Ook werd er met N-VA even onderhandeld over regeringsdeelname op Vlaams niveau, maar deze gesprekken draaiden op niets uit. 
Op 16 november 2019 werd Van Grieken met 97,4 procent van de stemmen herkozen als Vlaams Belang-voorzitter, opnieuw zonder tegenkandidaten. Op 10 december 2023 werd hij opnieuw verkozen voor een derde termijn, met 97,7 procent van de stemmen. Als partijvoorzitter had Van Grieken nu de ambitie om van Vlaams Belang de grootste partij te maken en zo het initiatiefrecht voor de vorming van een Vlaamse regering te kunnen opeisen. Bij de verkiezingen van juni 2024 boekte de partij echter minder winst dan verwacht en bleef N-VA de grootste partij. Omdat N-VA samenwerking met Vlaams Belang expliciet had uitgesloten, bleef het Vlaams Belang evenwel in de oppositie.
Bij de Vlaamse verkiezingen van 9 juni 2024 was Van Grieken lijsttrekker voor Vlaams Belang in Antwerpen en werd hij opnieuw verkozen in het Vlaams Parlement met 153.596 voorkeurstemmen. Sinds december 2024 is Van Grieken secretaris van het Bureau van het Vlaams Parlement.
Tijdens de lokale verkiezingen op 13 oktober van dat jaar, was Van Grieken opnieuw lijsttrekker in Schoten. Hij kon rekenen op 4.388 voorkeurstemmen, meer dan zittend burgemeester Maarten De Veuster, maar bleef als raadslid in de oppositie. Bij de lokale verkiezingen ging de partij er in het algemeen op vooruit, maar wist ze niet echt door te breken in de landelijke gemeenten, waar de partij sterk op had ingezet. Niettemin wist het Vlaams Belang in Ninove de absolute meerderheid te behalen en belandde ze in een aantal lokale besturen.

## Auteur
Op 3 mei 2017 bracht Tom Van Grieken zijn eerste boek Toekomst in eigen handen uit. Voor het eerst in de geschiedenis van de partij lag een boek van een Vlaams Belanger ook in de reguliere boekhandel. Reeds voor publicatie deed het boek stof opwaaien, omwille van het feit dat professor Jonathan Holslag er het voorwoord in verzorgde.
Op 25 september 2018 bracht hij het boek Francken Faalt uit, waarin hij het migratiebeleid van toenmalig staatssecretaris voor Asiel en Migratie Theo Francken in het vizier nam. Het boek kon gratis verkregen worden via een website.
Op 12 maart 2020 kwam zijn derde boek, En nu is het aan ons, uit bij Uitgeverij De Blauwe Tijger. In het boek beschrijft Van Grieken de lange weg die hij samen met een aantal anderen aflegde om van het Vlaams Belang opnieuw een winnende partij te maken.
Samen met migratie-experte Francesca Van Belleghem schreef hij tevens het boek Migratiestop, dat verscheen op 16 april 2024. In het boek bekritiseren de auteurs het gevoerde migratiebeleid en reiken ze 116 migratie-beperkende voorstellen aan die binnen het bestaande wettelijke kader doorgevoerd zouden kunnen worden.
Gerelateerde onderwerpen: Partijprogramma · 70-puntenplan · Cordon sanitaire · Racismeklacht
- Gemeinsame Normdatei: 1140056999
- International Standard Name Identifier: 0000 0005 0029 662X
- Library of Congress Control Number: n2018016616
- Virtual International Authority File: 71150170499900010708
- WorldCat: E39PBJrmbdRtWc93JVX6wyxRrq